# Karma (Marvel Comics)
Karma (Xi'an Coy Mahn), és una superheroina de Marvel Comics, associada amb els X-Men. Creada per l'escriptor Chris Claremont i l'artista Frank Miller, va aparèixer per primera vegada en Marvel Team-Up vol. 1 # 100, al desembre de 1980. És fundadora dels New Mutants (Nous Mutants), i un dels pocs personatges femenins obertament homosexual dels còmics.

## Biografia fictícia

### Origen
Xi'an (que es pronuncia "Shan") Coy Mahn va néixer a les terres altes centrals del Vietnam. Els orígens de Xi'an tenen les seves arrels en la tragèdia. El seu pare era un coronel en l'exèrcit del sud de Vietnam, i es va veure obligat a portar a la seva esposa i els seus quatre fills en les missions. Quan el germà bessó de Xi'an, Tran, va ser atacat per un soldat del Viet Cong, el poder de Xi'an va sorgir per protegir-ho. Mentre que Tran va ser rescatat de les arpes de la guerra pel seu oncle, el senyor del crim, el general Nguyen Ngoc Coy, el pare de Xi'an, va ser mort a tirs durant la caiguda de Saigon. Xi'an es va escapar en un petit i estret vaixell amb centenars de persones, incloent a la seva mare i els seus germans menors, Leong i Nga. El vaixell va ser abordat per pirates tailandesos en el camí als Estats Units, Xi'an i la seva mare van ser violades pels pirates i la seva mare va morir poc després.
Karma va arribar a Nova York, en un programa per ajudar els immigrants vietnamites dirigits pel sacerdot catòlic Pare Michael Bowen, qui va ajudar a Xi'an a trobar treball i un apartament. No obstant això, el General Coy va insistir a usar els seus poders al seu servei, com Tran ja ho estava fent, i va segrestar a Leong i Nga quan ella es va negar. Karma "va posseir" psíquicament a Spider-Man, que va tractar de recuperar als nens d'una festa del seu oncle, abans que els Quatre Fantàstics intervinguessin. Amb l'ajuda tècnica del Professor X, Karma es va enfrontar al seu oncle. Per desgràcia, quan el combatia psíquicament, ella "va absorbir" al seu germà dins del seu cap. Els poders de Karma es van duplicar després d'absorbir al seu germà.

### Nous Mutants
Reed Richards va transferir a Karma amb el Professor X, i ella es va convertir en el seu primer recluta per al seu nou equip de joves mutants, els Nous Mutants. Karma havia estat treballant un treball de temps complet pel seu sustento i el dels seus germans, i per tant, va acordar a treballar com a secretària de Xavier per ajudar-li a dirigir l'escola a canvi d'un sou generós.
Karma va ser el líder de camp dels Nous Mutants. Més tard, l'equip creu que ella mor quan ella es va separar del grup després d'una baralla contra Viper i el samurái de Plata. En el seu lloc, un altre mutant telépata, Amahl Farouk, el Rei Ombra, el cos físic de la qual va ser assassinat en una batalla contra el Professor X en el plànol astral, va prendre Karma com un cos amfitrió. Posseïda per Farouk, va realitzar activitats delictives. Va competir en una sorra de Gladiadores.
Posseïda pel Rei Ombra, va prendre el control temporal de la ment de Tempesta i la majoria dels Nous Mutants. No obstant això, la ment del Rei Ombra, va fugir del cos de Karma, i ella ho va derrotar en el combat psíquic. Finalment va ser rescatada pels Nous Mutants, però un efecte secundari de la possessió, l'havia deixat increïblement obesa.
A causa de la seva derrota anterior a les mans dels X-Men, el asgardià Déu Loki, envia a la Enchantress per segrestar als X-Men. Karma acaba en un desert, on es resigna a morir. No obstant això, ella es va ensopegar amb un nen fugint d'un monstre natiu de la terra erma. Karma decideix auxiliar-ho. Utilitzant els seus poders per atordir als animals salvatges per menjar, Karma ofereix suficient perquè els dos sobrevisquin. Quan Karma és rescatada pels seus amics, havia perdut tot el seu sobrepès, i el misteriós nen va desaparèixer. Quan l'equip va rebutjar l'oferta per romandre en Asgard, Loki els va retornar a la Terra. Després, ella i els seus companys, van ser traslladats breument a l'Acadèmia de Massachusetts, i es va unir als Hellions d'Emma Frost. Més tard, va tornar a l'equip.
Durant la "Massacre Mutante", els temors de Karma per a la seguretat dels seus germans, van sorgir. Leong i Nga van desaparèixer i l'apartament de Karma va ser bombardejada misteriosament. Magneto, actual líder dels Nous Mutants, va ser incapaç de localitzar els nens desapareguts. Creient que ha de ser més proactiu en la cerca dels seus germans segrestats, Karma va deixar als Nous Mutants per tornar al servei del general Coy, per trobar als seus germans desapareguts.

### La cerca dels seus germans
Karma va acceptar a contracor el treball del seu oncle, el general Nguyen Coy, en Madripoor a canvi d'ajudar-la en la localització dels seus germans. En Madripoor, va ajudar freqüentment al x-man Wolverine. Ella va salvar a Wolverine i Tiger Tyger de Roughouse i Bloodscream. El General Coy va enganyar a Karma al llarg de diversos mesos amb la promesa de trobar als nens, però finalment, ella ho va deixar per la seva falta d'escrúpols.
Karma va continuar la seva cerca de forma independent, i com es va veure després, els nens havien estat segrestats per Shinobi Shaw i venuts a Viper i a Espiral, amb la intenció d'enviar als nens a través del "Bodi Shop". Amb l'ajuda de Bala de Canó i Bèstia, Karma finalment va localitzar i va alliberar a Leong i Nga, mentre que va descobrir que l'essència del seu germà encara estava viva, encara que latent, dins d'ella.
Aviat es trasllada a Chicago amb Leong i Nga, i va prendre un treball com a bibliotecari de la Universitat de Chicago, mentre assistia a classes. Allí, es va trobar amb Kitty Pryde i la va ajudar en la seva missió contra el grup d'odi anti-mutant, Puresa. Al voltant d'aquest temps que es va declarar públicament com a lesbiana i li va confessar el seu amor etern a Kitty. D'acord amb Xi'an, va tractar de parlar amb Kitty sobre els seus sentiments, però va desistir quan va sentir que Kitty no podia correspondre-li mai.

### Docent en l'Institut Xavier
Mesos després, Danielle Moonstar, una altra ex-Nou Mutante, es va introduir a la Universitat de Chicago, mentre tractava de reclutar a Prodigy en el renombrado Institut Xavier. En última instància, Karma va decidir tornar a Xavier, on es va exercir com a bibliotecària i mentora dels estudiants de menys de quinze anys. Ella va ser triada específicament com a mentora de l'estudiant més jove, Anole.
Quan Wolfsbane va deixar l'Institut Xavier a causa d'un romanç amb un estudiant més jove, la seva posició com a assessora de l'equip Paragones va ser represa per Karma. A la mort (temporal) de Northstar, Karma també es va convertir en l'assessora del seu equip, l'Esquadró Alpha. Magma finalment es va fer càrrec dels Paragones.
Karma va retenir els seus poders després del Dia M. La població de l'escola es va reduir dràsticament i el sistema de selecció va ser suprimit. Ella va continuar residint en l'Institut Xavier, a pesar que no era part d'un equip de X-Men.
Ella va estar presenti quan Apocalipsi va tornar i va tractar de detenir a alguns dels 198 de l'acceptació de la seva oferta de reunir-se amb ell.

### Retrobament dels Nous Mutants
Karma es trasllada a San Francisco, juntament amb tots els altres X-Men. Ella entrena amb Emma Frost en l'ús dels seus poders, només per decebre a Emma, qui afirma que el Karma té una de les majors habilitats mutants al món, però està perdent el seu tall i no pot controlar les seves emocions.
Més tard, quan Pixie apareix brutalment copejada per un grup humans coneguda com el Culte del Foc Infernal, Karma treballa amb els X-Men com carnada per atreure'ls a un parany.
Després de rebre una denúncia anònima en Colorado sobre un jove mutant que posa en perill una ciutat petita, Dani i Xi'an són enviats a investigar i calmar als vilatans. Durant la seva missió, Magik reapareix de nou a la base dels X-Men en San Francisco. Al seu retorn, li informa a Sam i Sunspot que Xi'an i Dani estan en problemes. Sam reuneix als vells Nous Mutants per rescatar-les.
Més tard, Karma és enviada juntament amb els seus companys d'equip per combatre a Cameron Hodge. Durant la batalla, Karma intenta prendre el control psiònic de Hodge, però ell resulta immune als seus poders i li fereix la cama amb projectils del seu metall. Hodge és derrotat, però a conseqüència de les seves ferides, la cama esquerra de Karma és amputada per sobre del genoll. A continuació, rep una nova cama protésica cortesia de Madison Jeffries.

### Cisma
Després del cisma entre els X-Men, Karma opta per seguir a Wolverine a la nova "Escola Jean Grey per a joves superdotats".

## Poders
Karma és una mutant amb la capacitat psíquica de prendre el control mental d'altres persones. Karma també posseeix habilitats telepátiques en escala menor. Karma també és una extraordinària combatent mà a mà.

## Altres versions

### Era d'Apocalipsi
Karma treballa com a assistent d'Arcàngel

### Dinastia de M
Karma treballa com a professora de l'Institut Xavier.

### Ultimate Karma
Karma treballa com a agent de SHIELD.

## En altres mitjans

### Cinema
- El nom de Karma apareix en la llista de mutants de William Stryker, que roba Mystique en la cinta X-Men 2.[23]